# História conjectural
História conjectural é um tipo de historiografia que busca explicar os acontecimentos históricos por meio de causas naturais e universais, muitas vezes recorrendo à especulação racional diante da escassez de evidências documentais. O termo foi cunhado no final do século XVIII por Dugald Stewart, que passou a descrevê-la como "história teórica ou conjectural" e a identificou como uma abordagem típica dos historiadores e primeiros cientistas sociais do Iluminismo escocês. Essa forma de história se aproximava da noção francesa de histoire raisonnée e do uso do termo história natural por David Hume em sua obra História natural da religião. Também estava relacionada à chamada história filosófica, uma forma mais ampla de teorização histórica. No entanto, a história conjectural concentrava-se especialmente na história primitiva da humanidade, utilizando reconstruções racionais baseadas em hipóteses, com pouco apoio empírico.
A história conjectural contrastava com a história narrativa predominante no período, representada por autores como Edward Gibbon e William Robertson. Para Dugald Stewart, a história conjectural tinha valor por sua aplicação mais universal à natureza humana, ainda que operasse com menor apoio documental. Ao invés de enfatizar a política e a vida pública, a história conjectural preferia ser uma forma de "ciência moral" investigativa, voltada à compreensão dos princípios gerais do desenvolvimento humano.  A história filosófica ainda mantinha alguma proximidade com a história narrativa, ao contrário da história conjectural, que frequentemente dependia de argumentos frágeis sobre temas como o feudalismo ou de relatos etnográficos de viajantes europeus. Stewart considerava a Dissertação sobre a origem das línguas, de Adam Smith, um exemplo paradigmático de história conjectural. Para justificar os métodos da história conjectural, era necessário pressupor a uniformidade da natureza humana — ou, como formulou Stewart, das "faculdades da mente humana".
A história conjectural foi identificada por estudiosos como o núcleo de uma teoria do progresso dentro da tradição da história filosófica escocesa. O historiador J. G. A. Pocock observou que essa abordagem teve influência considerável sobre Gibbon e sobre a formulação da historiografia filosófica. A partir da década de 1780, historiadores da cultura em outras partes da Europa passaram a adotar um método indutivo, preferindo a observação empírica e a coleta sistemática de dados à abordagem especulativa característica da história conjectural. O declínio dessa tradição de pensar a história conjecturalmente influenciou diretamente o desenvolvimento posterior da antropologia e da arqueologia, ao mesmo tempo em que contribuiu para o surgimento da história cultural, vista como uma resposta à racionalidade especulativa característica da história conjectural.

## Contexto do início da Idade Moderna
A ideia de que a sociedade se desenvolve em estágios não era nova em si, mas o pensamento social passou por transformações significativas na Europa Moderna, especialmente no que se refere à concepção de sociedade civil, seus componentes e a noção de civilidade.

### Modelos de estágios sociais e a figura do "selvagem"
A pesquisadora Margaret Hodgen observou o uso difundido, no início da Idade Moderna, de modelos históricos hipotéticos que organizavam o desenvolvimento das sociedades humanas em etapas sucessivas. Ao contrário da Grande Cadeia do Ser, que era estática e hierárquica, esses modelos buscavam representar mudanças ao longo do tempo. Em muitos deles, a figura do "selvagem" ocupava o ponto de partida: era entendida como uma construção hipotética que representava o estágio mais primitivo das sociedades humanas. Essa imagem era usada para justificar o início de uma série de transformações sociais que levariam progressivamente ao que se considerava civilização.

### História natural
Embora a História Natural de Plínio, o Velho fosse uma obra enciclopédica da Roma clássica, o termo "história natural" assumiu diferentes significados no início do período moderno. O sentido relevante neste contexto é o da história natural baconiana, ou seja, a coleta sistemática de informações observáveis sobre fenômenos naturais. Essa forma de história natural não se enquadrava na filosofia natural, que era de caráter teórico.

### Histoire raisonnée
A histoire raisonnée foi um gênero de escrita histórico desenvolvido na França no século XVII. Essa abordagem destacava a importância do indivíduo em seu contexto social e valorizava a descrição dos costumes e da cultura como elementos centrais da história. Derivada da historiografia humanista, com forte inspiração nos modelos clássicos greco-romanos, essa tradição passou a incorporar preocupações sociais, buscando compreender as motivações humanas por meio da causalidade histórica. Com pensadores como Géraud de Cordemoy, surgiu o interesse por relações de causa e efeito como motor da mudança histórica, em contraste com a visão humanista tradicional, que atribuía os destinos pessoais à ação da Fortuna.

### História estadial
História estadial é o termo utilizado para descrever uma abordagem teórica que interpreta o desenvolvimento das sociedades humanas como um processo em estágios sucessivos (ver evolução sociocultural). Essa forma de pensar a história teve como precursor o jurista Samuel von Pufendorf, embora autores anteriores, como Grotius, já tivessem recorrido a argumentos conjecturais — por exemplo, ao discutir a concepção tomista de propriedade privada.
Ainda no século XVII, algumas ideias fundamentais sobre a civilização começaram a ser formuladas dentro desse modelo. Mais tarde, Jean-Jacques Rousseau rejeitou a ideia de um estado de natureza estático e, ao lado do conde de Buffon, participou de debates sobre as origens da civilização. A contribuição escocesa à história estadial levou essa teoria a um novo patamar, marcada pelo antropocentrismo e por explicações detalhadas sobre a capacidade humana de transformar e dominar a natureza. Observações etnográficas feitas por viajantes europeus — especialmente sobre os povos ameríndios — passaram a ser consideradas como evidências válidas para ilustrar os estágios iniciais do desenvolvimento social.

## História conjectural da linguagem e da escrita
A partir de 1748, Adam Smith passou a desenvolver uma história especulativa da linguagem em suas palestras sobre retórica. Ele relatou ter sido motivado por uma obra de Gabriel Girard publicada em 1747, e, naquele momento, Smith interessava-se particularmente pela maneira como os diferentes estilos de linguagem influenciam a comunicação e a expressão literária.
As reflexões de Smith sobre a origem da linguagem foram posteriormente utilizadas por Dugald Stewart como exemplo representativo do que ele passou a chamar de "história conjectural". Elementos dessa abordagem já eram reconhecidos na época como inspirados na Bíblia e, na literatura clássica, em autores como Lucrécio. Estudos mais recentes indicam que Smith também foi influenciado por Montesquieu em temas relacionados ao direito e ao governo. Sua teoria sobre a linguagem e a tipologia linguística ao longo do tempo é considerada representativa de sua abordagem histórica, e até mesmo como fundamento de sua posterior obra sobre economia política. No entanto, algumas ressalvas foram feitas pelo estudioso David Raphael, que argumenta que essa concepção não se aplica, por exemplo, à história da astronomia elaborada por Smith, e que o termo "história conjectural" pode, nesse contexto, ser considerado um rótulo impreciso.
Por outro lado, Lord Monboddo escreveu extensivamente sobre uma história conjectural da linguagem, com ênfase especial na evolução dos costumes e das maneiras. Já William Warburton, por volta de 1740, propôs uma história conjectural e estadial da escrita em sua obra Divine Legation of Moses, na qual buscava sustentar a autoridade bíblica. Essa proposta ganhou repercussão na França com a tradução do texto no Essai sur les hiéroglyphes des Égyptiens. Para Warburton, a evolução da escrita — do uso de pictogramas aos alfabetos — correspondia a uma transição análoga na linguagem, que teria passado dos gestos às formas e figuras de linguagem.

## Teoria dos quatro estágios
O termo história conjectural não era amplamente utilizado na época de Dugald Stewart. Naquele período, predominava uma concepção mais ortodoxa de desenvolvimento social, conhecida como teoria dos quatro estágios, que propunha uma sequência linear e progressiva das formas de organização da sociedade:
- Caçadores e coletores;
- Pastoreio;
- Agricultura;
- Comércio.

Essa ordenação em forma de escada refletia uma visão de evolução unilinear, segundo a qual todas as sociedades seguiriam os mesmos estágios em direção ao progresso. A teoria implicava certo determinismo econômico, pressupondo que os modos de subsistência condicionavam diretamente as estruturas sociais, morais e institucionais. Os estágios representavam, assim, não apenas um aumento da complexidade econômica, mas também um avanço em termos de civilização e moralidade. Autores do Iluminismo escocês e do Iluminismo francês aderiram amplamente a esse modelo.
A formulação dessa teoria (em três ou quatro estágios) tem sido atribuída a diversos autores europeus a partir da década de 1750, como Adam Smith, Turgot e Vico. No contexto escocês, a teoria foi apresentada em obras de 1758 por David Dalrymple e Lord Kames; acredita-se que suas ideias tenham se originado nas palestras de Smith sobre jurisprudência em Edimburgo. Na França, contribuições semelhantes foram publicadas por autores como Claude Pierre Goujet, Claude-Adrien Helvétius e François Quesnay. A teoria do progresso natural da opulência, elaborada por Smith, é frequentemente considerada uma versão estreitamente relacionada dessa abordagem.

## Trabalhos representativos
Além de Adam Smith, outros autores escoceses de destaque no campo da história conjectural incluem Adam Ferguson, David Hume, Lord Kames, John Millar e Lorde Monboddo, atuantes entre o final da década de 1750 e o fim da década de 1770. Smith, Kames e Millar se mantiveram dentro do modelo da teoria dos quatro estágios. Já a abordagem de Monboddo era mais elaborada e controversa, incluindo comparações com primatas e análises de crianças selvagens. William Robertson, em sua obra History of America, transitava entre os estilos da história narrativa e da história conjectural.

### Adam Ferguson,Ensaio sobre a historia da sociedade civil(1767)
Ferguson procurou associar diretamente o estágio de caçador, proposto na teoria dos quatro estágios, com a figura do "bárbaro" ou "selvagem". Ele também refletiu criticamente sobre as tensões internas desse esquema estadial, que tentava ordenar o desenvolvimento social em fases sucessivas. Criticou as narrativas clássicas centradas em fundadores ou legisladores, propondo que os processos históricos ocorrem muitas vezes por consequências não intencionais, e não por planos conscientes de agentes individuais.

### John Millar,Observations concerning the Distinction of Ranks in Society(1771)
Millar articulou sua teoria em torno de um "sistema de costumes" associado a cada um dos quatro estágios. Defendeu o avanço da liberdade e condenou a escravidão. À medida que a propriedade tornava-se mais complexa, o mesmo ocorria com as formas de governo. A obra também revela afinidades com a filosofia moral experimental de Thomas Reid e George Turnbull.

### Lord Kames,Sketches of the History of Man(1774)
Kames é frequentemente considerado o principal representante escocês da história conjectural. Em correspondência com Jean-Jacques Rousseau e em críticas à abordagem de Montesquieu, ele expressou objeções à redução do papel da natureza humana, que via não como constante, mas como objeto de investigação. Para Kames, a história conjectural deveria servir de estrutura para discussões sobre o direito natural. Em busca de um oponente para Rousseau, sugeriu a obra de Isaak Iselin, Ueber die Geschichte der Menschheit (1764), também classificada como história conjectural.
A obra de Kames reúne ensaios sobre temas sociais, culturais e políticos. Inclui informações etnográficas e um capítulo dedicado a uma história das mulheres. Apesar de alegar ter coletado material por 30 anos, o livro tem estrutura assistemática e tom divagante. Kames defendia que, mesmo sem base documental completa, o historiador poderia recorrer a uma ordem providencial como princípio orientador. A obra foi traduzida ao alemão em 1774 como Versuche über die Geschichte des Menschen, por Anton Ernst Klausing.  A obra teve uma segunda edição publicada em Edimburgo (1778) e uma terceira em Dublin (1779).
Kames foi considerado um poligenista precoce, embora alguns autores o classifiquem como um monogenista ambiental que demonstrava ceticismo quanto à adequação dessa teoria. De todo modo, ele sustentava que sua abordagem podia ser reconciliada com a etnografia escritural, especialmente por meio da narrativa da Torre de Babel.
Embora afirmasse ter reunido materiais históricos ao longo de três décadas, Sketches of the History of Man apresenta-se, em sua forma final, como uma obra assistemática e, por vezes, divagante. Seu modelo de história conjectural incorporava a ideia de que uma ordem providencial permitiria ao historiador interpretar o passado mesmo na ausência de uma base documental completa. Uma tradução alemã da obra, feita por Anton Ernst Klausing, foi publicada em 1774 com o título Versuche über die Geschichte des Menschen.

## Desenvolvimentos tardios

### O fim de uma tradição
A escrita histórica conjectural e filosófica no estilo escocês começou a perder espaço a partir da década de 1790. Muitas obras deixaram de ser reeditadas, e autores mais jovens, como John Adams, William Alexander e John Logan, não conseguiram renovar ou revigorar essas ideias. A obra The History of Women (1779), de Alexander, por exemplo, foi criticada por sua superficialidade.
A formulação de Dugald Stewart sobre a história conjectural foi apresentada em 1794, em seu ensaio introdutório sobre Adam Smith, publicado nos Transactions da Royal Society of Edinburgh. Segundo o historiador John Wyon Burrow, Stewart teria formulado essa interpretação com o objetivo de afastar Smith de associações com o radicalismo político da época.
Nos autores posteriores, a histórica conjectural foi retomada de maneira distorcida em relação ao seu impulso original. Ernst Hopfl identificou James Mill, John Stuart Mill e Auguste Comte como os principais herdeiros dessa linha de pensamento. Para o sociólogo Geoffrey Hawthorn, embora os insights histórico-sociológicos desenvolvidos pelos escoceses não tenham sido completamente abandonados, eles foram diluídos no contexto britânico, assimilados pelo utilitarismo e por formas imprecisas de evolucionismo.

### Oposição religiosa
A Encyclopædia Britannica, especialmente em sua terceira edição (1797), criticou as premissas da história conjectural a partir de uma perspectiva bíblica. Já na segunda edição, James Tytler se opôs à abordagem poligenista defendida por Kames. Na terceira edição, sob a direção editorial de George Gleig, foram incluídos novos verbetes — como "Selvagem" — e ampliados os artigos "Sociedade" e "Filosofia moral". Esses textos, interligados a entradas teológicas e bíblicas, incorporaram contribuições de David Doig, autor das Two Letters on the Savage State (1775–1776), defensor da ortodoxia cristã e crítico da teoria dos estágios. Robert Heron também colaborou com o verbete "Sociedade", onde rejeitou o modelo de estágios por implicar o poligenismo, em contradição com a narrativa bíblica. Tanto Heron quanto Doig criticaram a ideia de um estado primitivo de selvageria, associando-a a influências materialistas oriundas de Lucrécio e Demócrito, bem como à teoria da geração espontânea, considerada incompatível com a criação divina. Verbetes como "Beleza" e "Amor" também foram revisados para eliminar a influência de Kames e reafirmar o monogenismo bíblico.

### Relação com o antiquariato
No século XVIII, argumentos conjecturais eram malvistos nos círculos antiquários britânicos, que favoreciam uma abordagem mais cética e baseada em evidências, como exemplificado pelos trabalhos de Richard Gough e James Douglas.
Por outro lado, interpretações da teoria dos estágios foram bem recebidas e, embora popularizadas por autores escoceses, não representavam uma ruptura com a historiografia de início da Idade Moderna, nem com as tradições do direito natural ou do humanismo cívico. A história urbana de John Trussel pode ser vista como precursora desse modelo, e o debate sobre o colapso do feudalismo despertava significativo interesse entre os antiquários. Thomas Pownall foi um dos que incorporaram a história dos estágios em suas obras.

### História conjectural dos povos
Em 1798, Charles Athanase Walckenaer reformulou a teoria dos quatro estágios, propondo um modelo com cinco fases, ao separar "coleta" e "caça". Seu objetivo era classificar os povos do mundo segundo diferentes níveis de desenvolvimento.
A antropologia do século XIX herdou muitas das pressuposições da história conjectural, incluindo a busca pelas origens da civilização e a evolução unilinear, com a suposição de que os povos "atuais" representariam estágios anteriores da humanidade. Essas abordagens influenciaram pensadores como Lewis Henry Morgan. No entanto, no século XX, o desenvolvimento do trabalho de campo e o funcionalismo estrutural contribuíram para o abandono desse paradigma.